# Caponia
Caponia is een geslacht van spinnen uit de familie Caponiidae.

## Soorten
De volgende soorten zijn bij het geslacht ingedeeld:
- Caponia abyssinica Strand, 1908
- Caponia braunsi Purcell, 1904
- Caponia capensis Purcell, 1904
- Caponia chelifera Lessert, 1936
- Caponia forficifera Purcell, 1904
- Caponia hastifera Purcell, 1904
- Caponia karrooica Purcell, 1904
- Caponia natalensis (O. P.-Cambridge, 1874)
- Caponia secunda Pocock, 1900
- Caponia simoni Purcell, 1904
- Caponia spiralifera Purcell, 1904